# Giovanni Battista Cotta
Pour les articles homonymes, voir Cotta.
Ne doit pas être confondu avec Giovanni Cotta.
Giovanni Battista Cotta, né le 20 février 1668 et mort le 31 mai 1738 , est un poète italien.

## Biographie
Giovanni Battista Cotta nait le 20 février 1668, d’une famille de Tende, dans le comté de Nice. Il joint de bonne heure aux études les plus sérieuses celle de la poésie. Dès l’âge de quinze ans, on l’entend improviser, en vers latins et italiens, sur les matières les plus difficiles ; mais dans ses poésies travaillées, au lieu de célébrer les charmes d’une beauté profane, il s’élève fort au-dessus de tout objet terrestre, et choisit Dieu même pour sujet de ses chants. Il prend à dix-sept ans l’habit chez les augustins de la province de Gênes. Envoyé, en 1693, professeur de logique à Florence, il y est apprécié par Salvini, Filicaja, et tous les autres hommes célèbres qui y sont alors. À Rome, où il passe ensuite, il a les mêmes liaisons avec Menzini, Guidi, Crescimbeni, etc., et est reçu en 1699, dans cette Arcadie, alors naissante. Il s’adonne en même temps à l’éloquence de la chaire, et il y acquiert une grande réputation. Après avoir rempli successivement plusieurs emplois dans son ordre, dont (il est même vicaire général, il retourne en 1733 dans sa patrie, et y meurt le 31 mai 1738, d’un vomissement de sang.

## Œuvres
Outre plusieurs ouvrages en prose, relatifs à sa profession, il laisse un recueil de poésies, divisées en deux parties : Dio, sonetti, ed inni, Gênes, 1709, in-8° ; et avec des notes de l’auteur même, Venise, 1722, aussi in-8°. Il en a paru depuis une édition plus complète, intitulée : Sonetti ed inni, del P. Giambattista Cotta, agostiniano, con aggiunta di altre sue poesie, e di varie lettere d’uomini illustri, scritte allo stesso autore, Nice, 1783. Ce recueil est précédé d’un éloge historique et critique de l’auteur, parle P. Giacinto della Torre, du même ordre, qu’il avait déjà publié à Turin, en 1781, dans le premier volume des Piemontesi illustri.

## Sources
- « Giovanni Battista Cotta », dans Louis-Gabriel Michaud, Biographie universelle ancienne et moderne : histoire par ordre alphabétique de la vie publique et privée de tous les hommes avec la collaboration de plus de 300 savants et littérateurs français ou étrangers, 2e édition, 1843-1865 [détail de l’édition]